# Чернавский сельсовет (Липецкая область)
Чернавский сельсовет — сельское поселение в Измалковском районе Липецкой области России. Административный центр — село Чернава.

## История
Статус и границы сельского поселения установлены Законом Липецкой области от 23 сентября 2004 года № 126-ОЗ «Об установлении границ муниципальных образований Липецкой области».

## Население
| 2010  | 2012  | 2013  | 2014  | 2015  | 2016  | 2017  |
| ----- | ----- | ----- | ----- | ----- | ----- | ----- |
| 2868  | ↘2861 | ↘2820 | ↘2790 | ↗2804 | ↗2809 | ↗2817 |
| 2018  | 2021  |       |       |       |       |       |
| ↘2746 | ↘2517 |       |       |       |       |       |

## Состав сельского поселения
| № | Населённый пункт | Тип населённого пункта       | Население |
| - | ---------------- | ---------------------------- | --------- |
| 1 | Бухолдино        | хутор                        | 96        |
| 2 | Сергиевка        | деревня                      | 12        |
| 3 | Троицкое         | село                         | 79        |
| 4 | Чернава          | село, административный центр | ↘2681     |